# 이북5도위원회

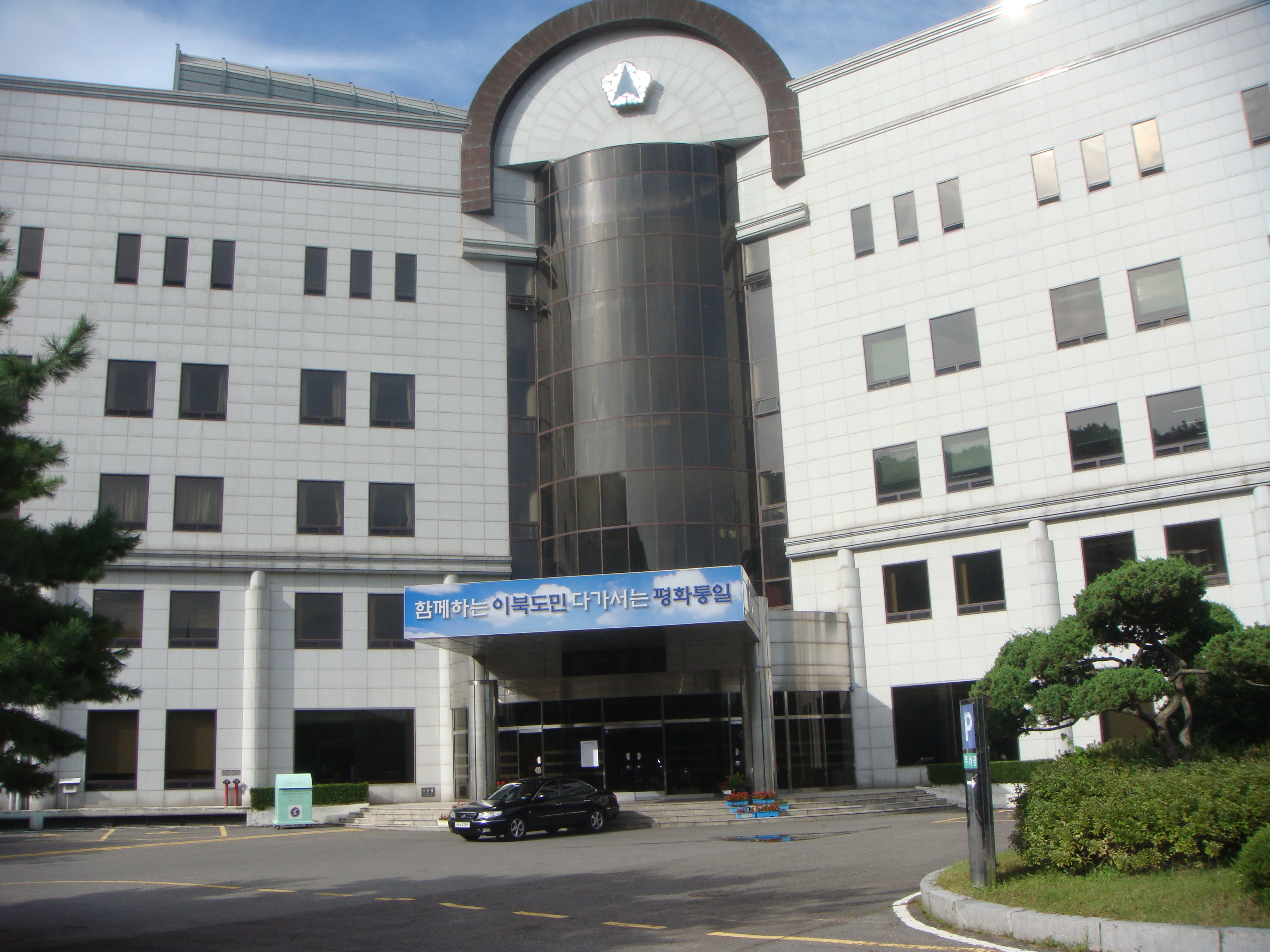
이북5도위원회 청사 (서울 종로구 구기동)

이북5도위원회(以北五道委員會, Committee for the Five Northern Korean Provinces)는 대한민국 이북5도와 경기도 및 강원특별자치도(구 강원도)의 미수복 시·군 사무의 전부 또는 일부를 공동으로 처리하기 위하여 설치한 행정기구이다.
이북5도는 1945년 8월 15일 광복 기준 대한민국의 행정 구역상의 도(道)로서 아직 수복되지 아니한 황해도, 평안남도, 평안북도, 함경남도, 함경북도를 말하며, 경기도 및 강원특별자치도의 미수복 시·군은 1945년 8월 15일 기준 대한민국의 행정 구역상 경기도와 강원도의 시(市)와 군(郡)으로서 아직 수복되지 아니한 시와 군을 말한다. 이북5도, 경기도 및 강원특별자치도의 미수복 시·군은 행정안전부의 소관 사무를 분장하기 위하여 행정안전부 장관 소속으로 두는 행정 기관으로 「지방자치법」 상의 지방자치단체에 해당하지 않는다.
이북5도의 도지사는 행정안전부 장관의 제청으로 국무총리를 거쳐 대통령이 임명하며, 이북5도위원회의 위원장은 정무직 차관급인 이북5도의 도(道) 지사들이 윤번제에 따라 임기 1년으로 겸직케 한다는 명시를 이에 두고 있다. 기타 시·군·읍·면의 기관장은 명예직이다. 이북5도의 행정 조직은 관할 지역을 실효 지배하는 조선민주주의인민공화국의 행정 구역이 아닌, 1945년 광복 당시의 행정 구역을 사용하고 있다.
서울특별시 이외의 15개소에 시·도 사무소를 두고 있다. 도(道) 지사뿐 아니라 읍면장, 동장 또한 임명하고 있는데, 명예 읍면동장제의 실시 대상은 읍 45곳, 면 757곳, 동 109곳이다.

## 설치 근거 및 소관 업무

### 설치 근거
- 「이북5도 등에 관한 특별조치법」 제7조[5]
  - 「이북5도위원회 규정」 제1조[6]
- 「행정안전부와 그 소속기관 직제」 제2조제2항[7]

### 소관 업무

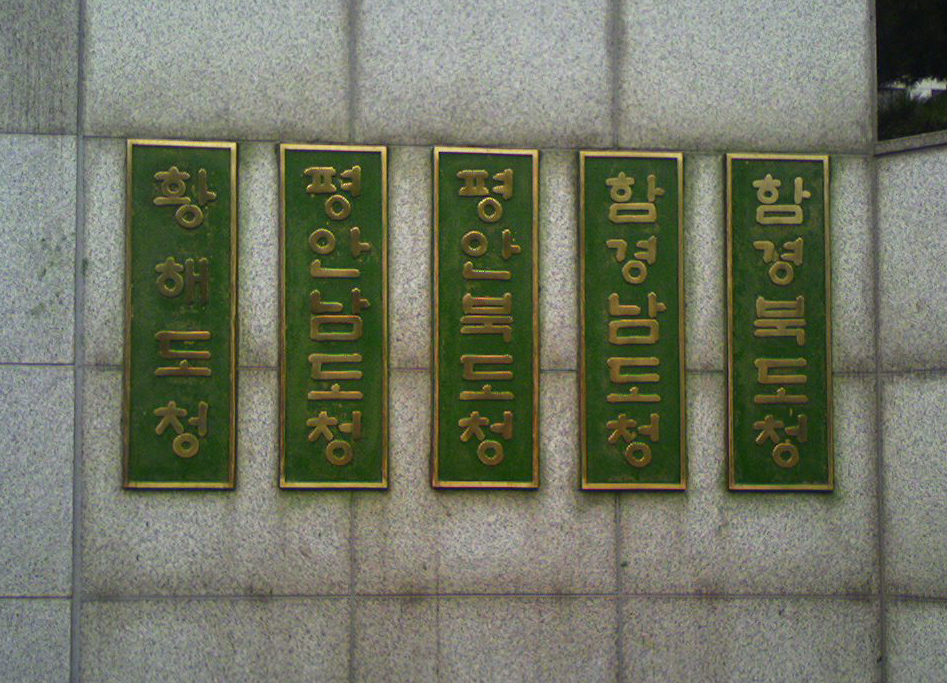
이북5도청의 각도 명판

다음은 이북5도 및 미수복 시·군이 해당 관할지구가 수복될 때까지 주무부장관의 지휘에 따라 관장하는 사무이며, 이북5도위원회는 다음 사무의 전부 또는 일부를 공동으로 처리한다.
- 조사연구업무
  - 이북5도 등의 정치, 경제, 사회, 문화, 교육 등 각 분야에 걸친 정보의 수집·분석
  - 이북5도 등을 수복할 경우에 시행할 각종 정책의 연구
- 월남(越南) 이북5도민 및 미수복 시·군의 주민(이하 "이북도민"이라 한다.)의 지원 및 관리
  - 이북도민의 실태조사 및 생활안정 지원
  - 북한이탈주민과 이북도민의 교류 사업 지원
  - 이북도민의 후세대 육성 및 지원
- 이산가족 상봉 관련 업무 지원
- 이북5도등 향토문화의 계승 및 발전
- 이북도민 관련 단체의 지도 및 지원
- 자유민주주의 함양 및 안보의식 고취
- 이북도민에 대한 각종 증명 발급업무
- 그 밖에 이북5도등 및 이북도민과 관련된 사업으로서 「이북5도위원회 규정」으로 정하는 사업

## 설립 목적
대한민국은 조선민주주의인민공화국을 국가로 인정하지 않으며 아울러 중국의 실효 통치하에 있는 백두산 천지 북안까지 자국 영토로 간주하기 때문에 한반도 군사 분계선 이북 지역 또한 대한민국 헌법 제3조가 규정하는 대한민국의 영토에 해당되게 된다. 이런 이유로 대한민국 정부는 정부, 행정 조직으로서 이북5도청을 만들었다. 비록 행정 구역이나 주민들에게 행정적인 서비스는 제공할 수 없더라도 상징적으로 존재해야 하는(대한민국의 입장은 한반도 북부를 자칭 조선민주주의인민공화국 이라는 반국가 단체가 점령했으므로 이 지역의 행정기구를 남부로 피난시킨 것 이라 주장한다),또 한국의 통일이 일어날 경우에 대비한 행정 조직으로서의 역할에 한정되어 있다.

## 연혁
- 1949년 2월 15일: 서울특별시에서 이북5도청 설립
- 1949년 5월 23일: 서울특별시에서 이북5도청 개청
- 1962년 1월 20일: 이북5도에 관한 특별조치법 공포
- 1966년 6월 25일: 명예 시장·군수제 실시
- 1969년 5월 23일: 명예 읍·면장제 실시
- 1993년 10월 9일: 현 위치로 청사 이전
- 2021년 10월 4일: 제1회 이북5도위원회 <찾아가는 통일학교>

### 역대 로고

1949년부터 2016년까지 사용된 이북5도위원회의 기
1949년부터 2016년까지 사용된 이북5도위원회의 로고
2016년부터 사용되고 있는 이북5도위원회의 기
2016년부터 사용되고 있는 이북5도위원회의 세로형 로고
2016년부터 사용되고 있는 이북5도위원회의 가로형 로고

## 관할 지구
이북5도위원회에서는 다음 행정 구역을 관할한다.
- 황해도
- 평안남도
- 평안북도
- 함경남도
- 함경북도
- 미수복 경기도 개성시·개풍군·장단군
- 미수복 강원특별자치도 김화군·이천군·통천군·평강군·회양군 전역, 철원군(어운면·내문면·인목면·마장면·북면·묘장면)·양구군(수입면)·고성군(고성읍·장전읍·외금강면·서면·수동면) 내 군사분계선 이북 지역

이북 5도(황해도·평안남도·평안북도·함경남도·함경북도)의 위치
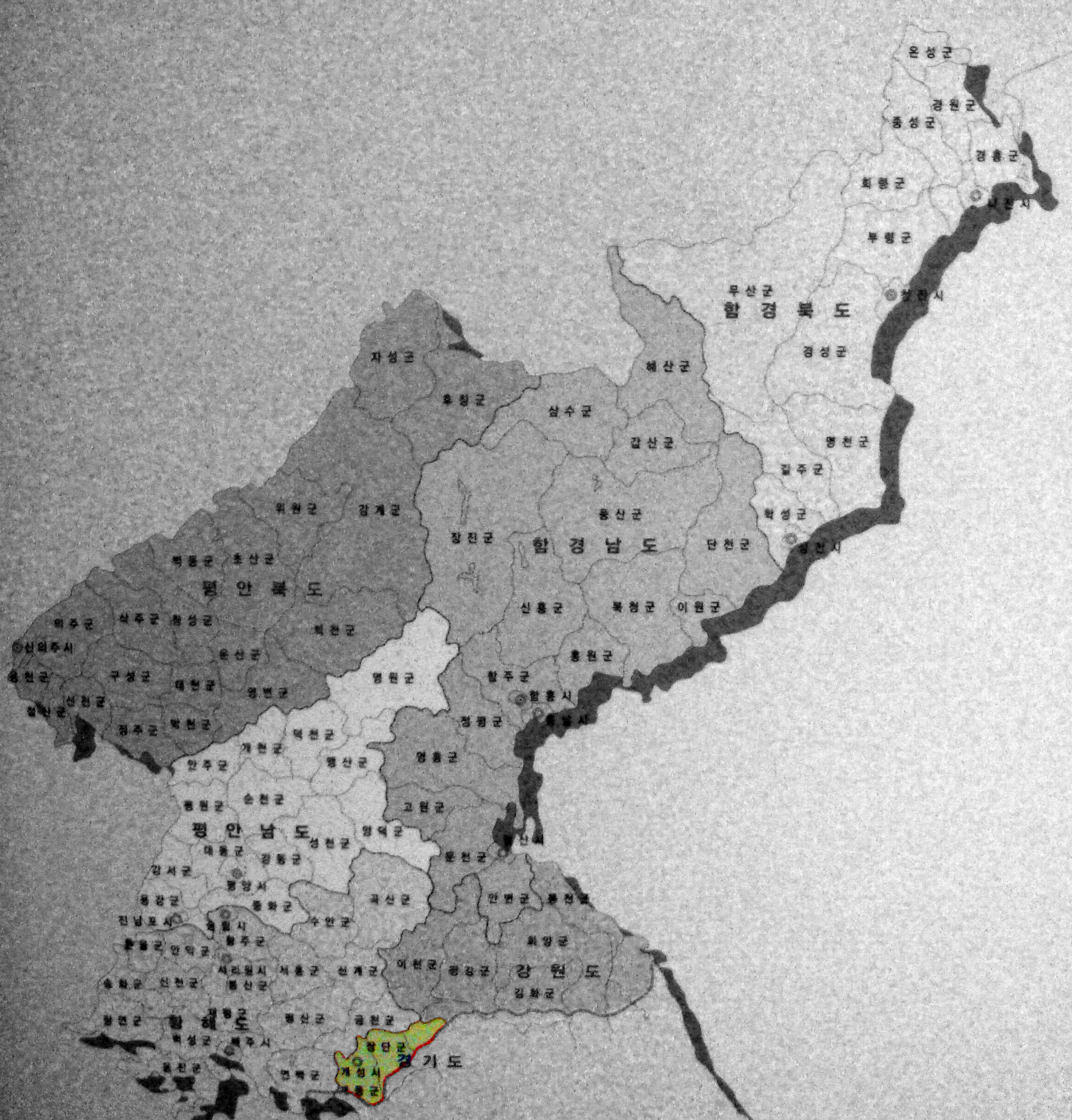
미수복 경기도의 위치
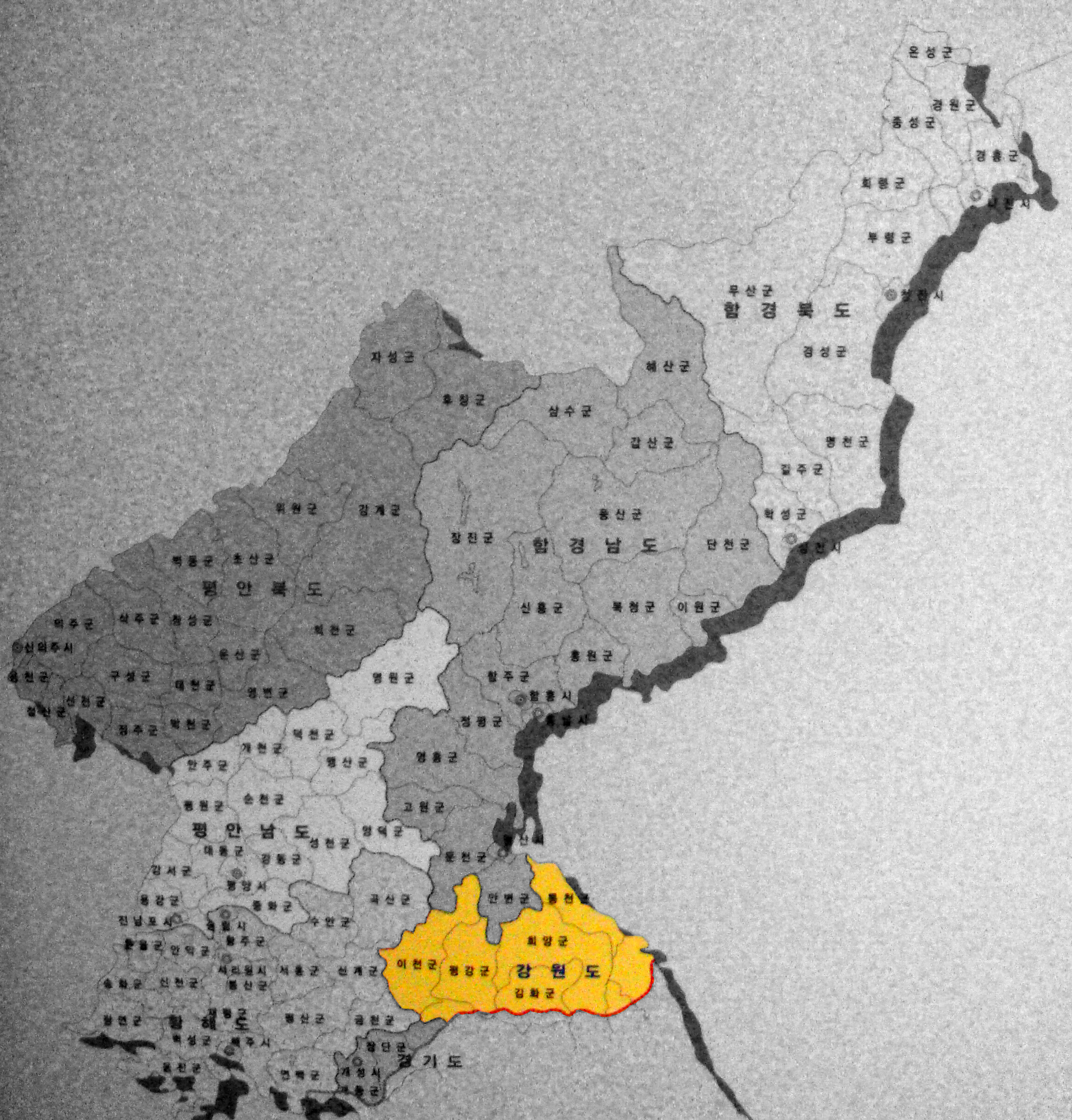
미수복 강원특별자치도의 위치

### 미수복 경기도
광복 당시 경기도 전체의 면적은 12,821 km2였다.
1953년 7월 27일, 한국 전쟁의 정전협정에 따라 연천군(漣川郡)과 포천군(抱川郡)의 38선 이북 지역을 대한민국이 수복하였으나, 개성시(開城市), 개풍군(開豊郡)의 대부분 및 장단군(長湍郡)의 북서부는 군사분계선 이북 지역이 되었다. 군사분계선 이남의 장단군 지역은 현재 파주시와 연천군에 나누어 편입되어 있는데, 지역 대부분이 민간인출입통제구역에 속한다.
2008년 기준으로, 조선민주주의인민공화국의 행정 구역 상에서의 개성특급시, 개풍군, 장풍군의 인구 수는 총 45만 1170명이다.
이북5도위원회에서는 개성시, 개풍군 14면, 장단군 10면에 대해서 명예시장·군수·면장을 임명하고 있다. 연천군 삭녕면과 서남면도 군사분계선 이북 지역에 속하지만, 이들 2개 면에 대해서는 군사분계선 이남의 면에 합쳐진 것으로 보고 면장을 임명하지 않고 있다. 반면, 장단군에서 연천군으로 편입된 장남면은 1989년 4월 1일 면을 복구하고 면사무소를 설치하였는데도 계속 명예면장을 임명하고 있다.

### 미수복 강원특별자치도
광복 당시의 강원특별자치도 전체의 면적(1963년에 경상북도로 편입된 울진군 포함)은 26,262.99 km2로, 한국에서 세 번째로 넓었다. 2008년 기준으로, 북한 행정구역상 강원도(함경남도 지역이었던 천내군·문천시·원산시·안변군·고산군·법동군 제외)의 인구는 80만 3842명이다.
1953년 7월 27일, 6.25 전쟁의 한국 군사 정전에 관한 협정에 따라 38선 이북인 화천군·양구군·인제군·양양군·철원군·고성군 및 김화군의 남부, 평강군 남면 정연리가 군사분계선 이남 지역이 되었다.
이북5도위원회는 군사 분계선 이북에 위치한 5개 군(김화군·이천군·통천군·평강군·회양군) 전역과 철원군(어운면·내문면·인목면·마장면·북면·묘장면)·양구군(수입면)·고성군(고성읍·장전읍·외금강면·서면·수동면) 내 군사분계선 이북 지역에 대해서는 명예군수·읍·면장을 임명하고 있다.

## 같이 보기
- 대한민국 헌법 제3조
- 한반도 분쟁
- 남북통일